# Tano South
Tano South är ett distrikt i Ghana.   Det ligger i regionen Brong-Ahaforegionen, i den centrala delen av landet, 260 km nordväst om huvudstaden Accra. Antalet invånare är 71 955. Arean är 545 kvadratkilometer.
Terrängen i Tano South är varierad.